# Paj-Choj
Paj-Choj (Pai-Choi, Paichoi eller ryska: Пай-Хой) är en västlig utlöpare av Uralbergen mot nordväst och Norra ishavet.
Paj-Choj har en längd av 250 kilometer och når en höjd av 500 meter över havet.